# Імператор Сьова

Штандарт імператора Японії

Імператор Сьова (яп. 昭和天皇, しょうわてんのう, Сьова-тенно; 29 квітня 1901 — 7 січня 1989) — 124-й Імператор Японії, синтоїстське божество. Роки правління: з 25 грудня 1926 — до своєї смерті 7 січня 1989 року. Прижиттєве ім'я — Хірохі́то. Його правління є найдовшим імператорським правлінням в історії країни, під час якого японське суспільство зазнало докорінної перебудови — переходу від мілітаризму до демократії. Хірохіто та його дружина, Імператриця Кодзюн, мали двох синів та п'ятьох доньок; його п'ята дитина та старший син Акіхіто став наступним імператором. У 1979 році Хірохіто був єдиним в світі монархом-імператором.

## Молоді роки
Хірохіто народився в палаці Аояма в Токіо. Він був первістком крон-принца Йосіхіто (імператора Тайсьо) та крон-принцеси Садако (імператриці Теймей). Першим титулом Хірохіто був титул принца Міті (яп. 迪宮 — міті но мія). 30 квітня 1912 року, зі смертю свого діда, імператора Мейдзі, він став нащадком трону. Офіційно Хірохіто було проголошено крон-принцом 2 листопада 1916 року.
Із 1908 по 1914 рік він відвідував хлопчаче відділення елітної школи Ґакусю'ін, а з 1914 по 1921 рік — особливий інститут для крон-принців Тоґу ґоґакумонсьо. 29 листопада 1921 року Хірохіто став регентом Японії у палаці свого хворого батька. Того ж року, Хірохіто, першим серед усіх японських крон-принців, здійснив шестимісячну подорож до країн Європи (Британії, Франції, Італії, Ватикану, Нідерландів та Бельгії).
26 січня 1924 року він одружився з принцесою Нагако (імператрицею Кодзюн), від якої в нього народилося семеро дітей:
1. Принцеса Теру (Теру но мія Сіґеко), (9 грудня 1925 — 23 липня 1961).
2. Принцеса Хіса (Хіса но мія Сатіко), (10 вересня 1927 — 8 березня 1928).
3. Принцеса Така (Така но мія Кадзуко), (30 вересня 1929 — 26 травня 1989).
4. Принцеса Йорі (Йорі но мія Ацуко), (7 березня 1931).
5. Крон-принц Акіхіто (імператор з 7 січня 1989 по 30 квітня 2019), (23 грудня 1933)
6. Принц Хітаті (Хітаті но мія Масахіто), (28 листопада 1935).
7. Принцеса Суґа (Суґа но мія Такако), (2 березня 1939)

## Перша половина правління

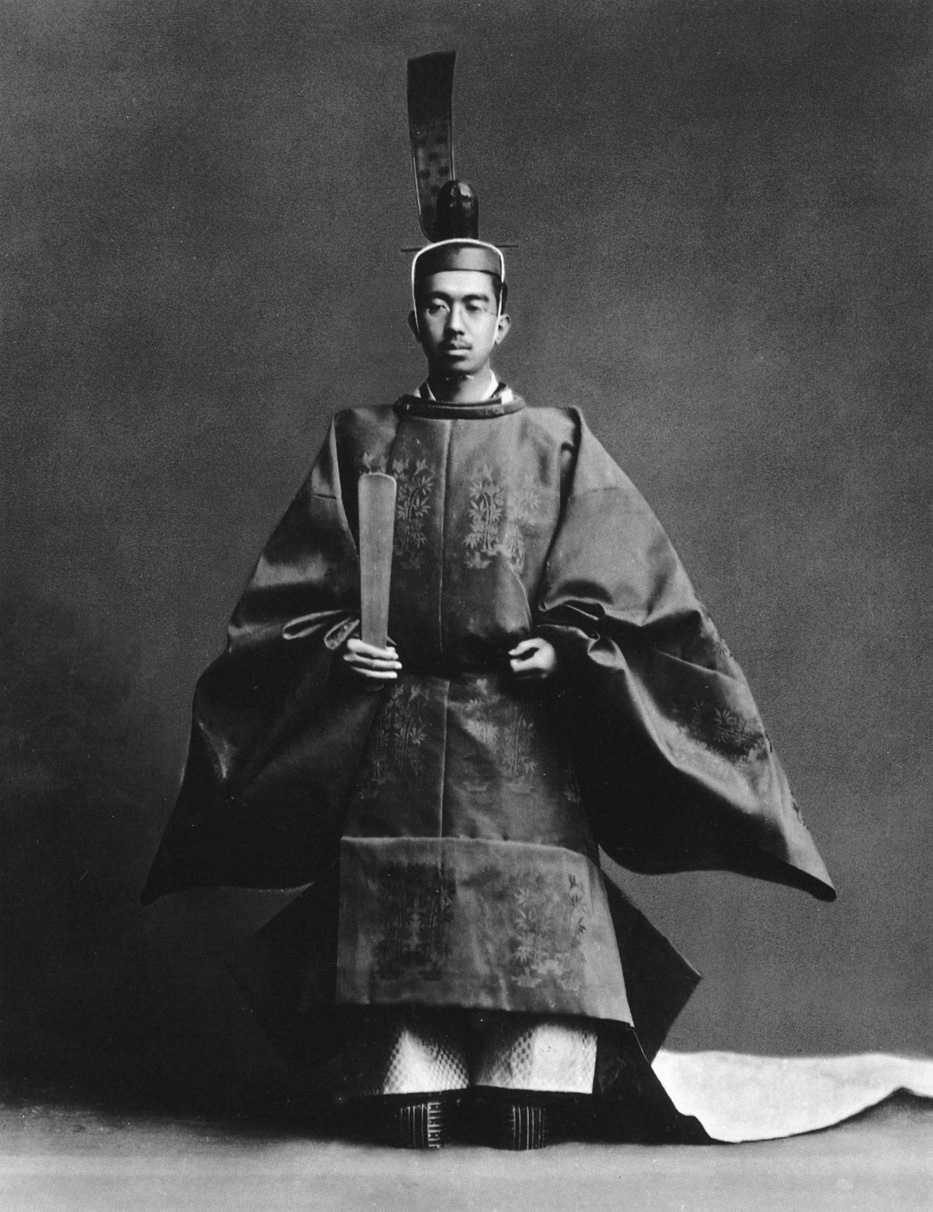
Молодий Хірохіто у шатах для інтронізації (1928)

25 грудня 1926 року, зі смертю батька, імператора Тайсьо, Хірохіто успадкував трон і проголосив новий девіз свого правління «Сьова» (просвітлений мир). Офіційно він пройшов церемонію інтронізації в Кіото 10 листопада 1928 року.
Перша половина правління Хірохіто (між 1926 і 1945 роками) збіглася зі зростанням ролі військових в уряді країни. 1900 року Імператорська армія та Імператорський флот Японії отримали право вето на призначення Кабінету, а між 1921 і 1944 роками їхні представники влаштували близько 64 політичних криз. Вбивство прем'єр-міністра Інукаї Цуйосі 1932 року ознаменувало кінець контролю цивільної влади над діями військових.
26 лютого 1936 року частина радикально налаштованих молодих офіцерів, прагнучи передати повноту влади в країні імператору та військовим, спробувала організувати переворот. Однак за три дні їхня спроба закінчилась поразкою. Імператор Хірохіто, в якому путчисти вбачили свого потенційного лідера, віддав накази суворо покарати організаторів і учасників антиурядової акції.
Впродовж 1930-х років групи військових з армії та флоту фактично захопили владу в Японії. Їхня політика призвела до розгортання Другої японсько-китайської війни та вступу країни до Другої світової війни.

## Друга світова війна
У 1937 році спалахнула Друга японсько-китайська війна. Прем'єр-міністр Коное Фудзімаро та члени уряди рекомендували розпочати її, і Хірохіто дав на це свою згоду. Головними завданнями війни були захист північних кордонів від нападу СРСР та придушення китайських повстанців.
З початком Другої світової війни Японія під формальним головуванням Хірохіто, виступила в союзі з нацистською Німеччиною та фашистською Італією, які вели боротьбу проти коаліційних сил Великої Британії та США. З 4 вересня 1941 року, Кабінет міністрів Японії зібрався для обговорення планів війни, підготовлених Імператорським генеральним штабом, і затвердив рішення про, те що:
|  | Наша Імперія, з метою самооборони й самозбереження, завершить підготовку до війни… і, за необхідності, буде готова почати війну зі Сполученими Штатами, Великою Британією й Нідерландами. Водночас наша Імперія буде вживати усіх можливих дипломатичних заходів стосовно Сполучених Штатів та Великої Британії аби досягти нашої мети… У випадку, якщо впродовж перших 10 днів жовтня дипломатичного прогресу в обговоренні наших вимог не буде, ми негайно ухвалимо рішення розпочати військові дії проти Сполучених Штатів, Великої Британії та Нідерландів. |

Цілі, яких треба було досягнути, визначалися чітко: невтручання Заходу у війну в Китаї та Південно-Східній Азії, замороження військових сил США і Великої Британії в Азійсько-Тихоокеанському регіоні, та зняття країнами Заходу економічної блокади з Японії.
5 вересня 1941 року прем'єр-міністр Коное Фудзімаро неформально затвердив чорновий варіант указу Імператора за день до початку імператорської наради, на якій цей указ мусили б розробити. Хірохіто був невдоволений рішенням військових розмістити тези про підготовку до війни перед текстом про дипломатичні заходи, і навіть висварив за це генералів штабу армії та флоту. На нараді імператор порушив «протокол мовчання» й висловив думку, що проблеми слід насамперед вирішувати дипломатично. Військовики переконали Хірохіто, що робитимуть все можливе для мирного урегулювання, але водночас активно готувалися до війни. З відставкою уряду Коное, імператор призначив новий Кабінет на чолі з Тодзьо Хідекі. Новопризначений прем'єр разом із начальниками штабів армії та флоту доповів Хірохіто, що дипломатичні методи владнання проблем із Заходом вичерпано. Імператор дав згоду на початок війни.

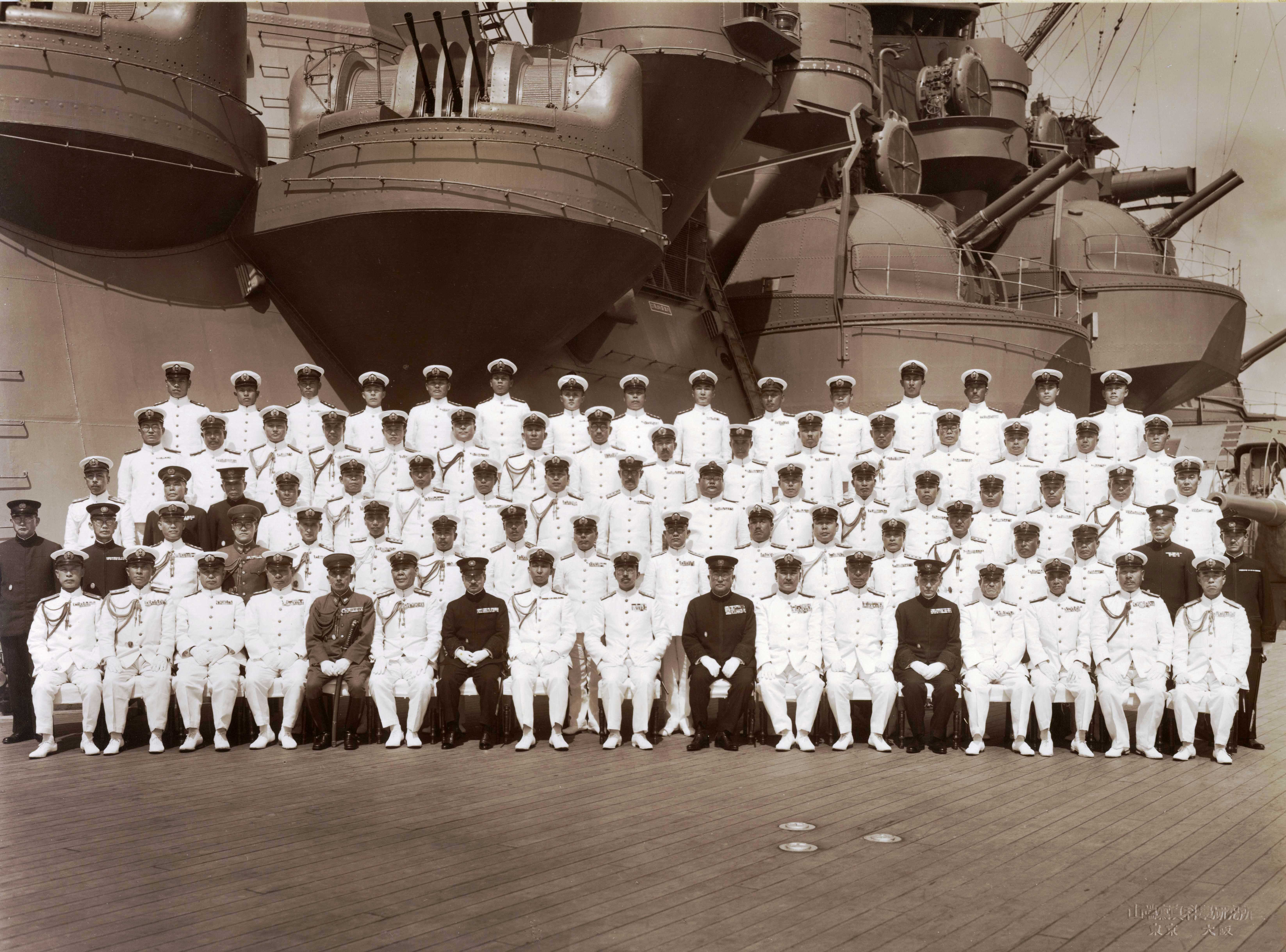
Імператор Хірохіто (центр нижнього ряду) з екіпажем бойового корабля Мусасі (1943)

1 грудня 1941 року на Імператорській нараді було затверджено план дій війни проти США, Великої Британії та Нідерландів. 8 грудня японські сили атакували американський флот у затоці Перл-Гарбор та почали визволення Малайзії від західних колоністів. Японія вступила у Другу світову війну.
З початком конфлікту імператор Хірохіто став цікавитися подіями на фронтах і всіляко сприяв підняттю бойового духу армії і флоту Японії.
Перші місяці війни були успішними для японців. Але з кінця 1942 року почали надходити перші повідомлення про поразки імператорських військ. Вважається, що інформація про невдачі на фронті не доходила до Хірохіто. Проте є свідчення, що імператор був добре ознайомлений із реальним станом справ аж до кінця війни.
Довгий час пересічним японцям повідомляли лише про перемоги їхньої армії, але 1944 року почались безжалісні бомбардування японських міст, і міф про непереможні імператорські війська розвіявся. Відставка уряду Тодзьо й призначення наступних двох урядів не змінила перебігу війни.

## Останні дні війни
На початку 1945 року, після чергової поразки у битві при Лейте, Хірохіто провів кілька персональних зустрічей з урядовцями з метою обговорити подальшу долю війни. Усі члени Кабінету радили продовжувати її. Лише експрем'єр Коное, побоюючись комуністичної революції в країні, благав розпочати переговори з учасниками антигітлерівської коаліції і капітулювати. Хірохіто не був проти миру, але чекав на велику перемогу своїх військ хоча б в одній битві, аби виторгувати найкращі умови під час перемовин з ворогом.
Однак час грав проти Японії. У квітні 1945 року СРСР відмовився продовжити термін дії пакту про ненапад, а на початку травня капітулювала Німеччина — останній союзник японців. Мрії Хірохіто про переможну битву залишалися нездійсненними. На імператорській нараді в червні уряд ухвалив новий стратегічний план — битися до останнього. Імператор вислухав це засідання з кам'яним обличчям.
Наступного дня після наради, хранитель імператорської печатки Кідо Коїті підготував чернетку документа, в якому містився звіт про ситуацію на фронтах та пропозиції мирного врегулювання конфлікту. За офіційною версією Хірохіто таємно схвалив цей документ і порадив Кідо поширити його серед поміркованих членів уряду. Однак «незалежні» дослідники вважають, що імператор навмисно не затвердив плану Кідо офіційно, бажаючи виграти найкращі умови затягуванням терміну капітуляції. На середину червня 1945 року японський уряд збирався відбити вторгнення американців на Японський архіпелаг, після якого сподівався запропонувати їм мир за посередництва СРСР.
Ця ідея зазнала провалу в середині липня 1945 року, коли стало відомо, що всі учасники антигітлерівської коаліції вимагатимуть лише повної безумовної капітуляції Японії.
Атомні бомбардування американцями міст Хіросіма і Нагасакі 6 та 9 серпня 1945 року пришвидшили рішення Хірохіто капітулювати. 10 серпня було підготовлено проєкт «Імператорського указу про закінчення війни». 14 серпня прем'єр-міністр Судзукі сповістив союзників, що Японія приймає умови Потсдамської декларації, а 15 серпня імператор Хірохіто виступив на радіо з оголошенням безумовної капітуляції японських збройних сил. Імператор наказав своєму народові «прийняти неприйнятне» — здатися.

## Післявоєнне правління

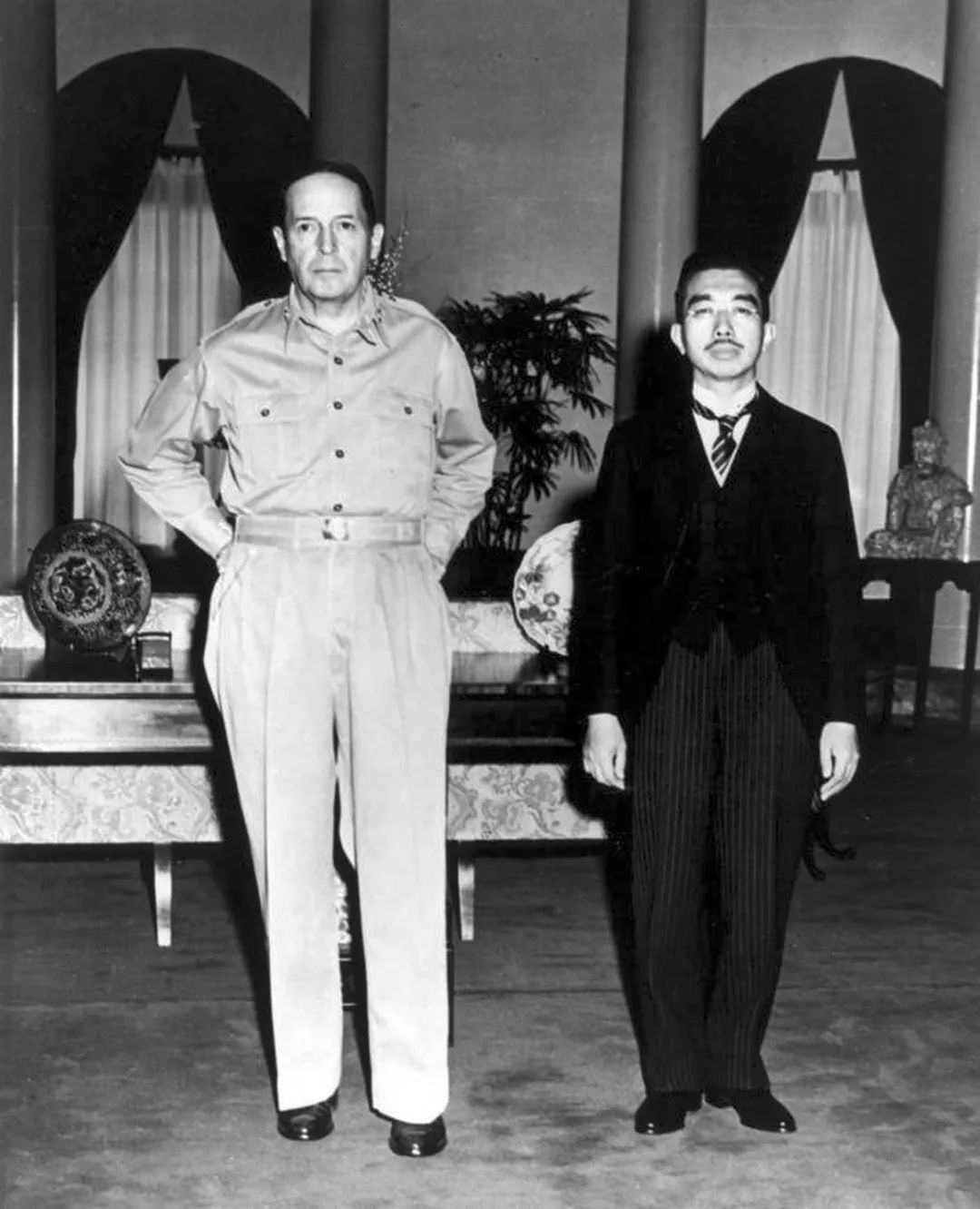
Імператор Хірохіто і голова окупаційних сил генерал Макартур

Після закінчення війни американські урядові кола на чолі з президентом Гаррі Труменом збиралися притягти імператора Хірохіто до трибуналу за «воєнні злочини» та «злочини проти людства». Їм підігрували капітулянтські елементи в імператорській родині, які вимагали від імператора взяти відповідальність за поразку й зректися трону, а також деякі ліві японські політики, які вимагали ліквідації самого інституту імператора.
Однак голова американської окупаційної адміністрації генерал Дуглас Макартур наполягав на невинності Хірохіто й збереженні його на імператорському троні. Генерал вбачав у ньому символ японської нації й запоруку стабільності для окупаційної влади. Завдяки зусиллям Макартура, Хірохіто вдалося уникнути Токійського трибуналу, на якому військових лідерів Японії було засуджено на смерть. Але імператора змусили лише відректися від традиційних претензій на «божественне походження від богині сонця Аматерасу Омікамі» та проголосити себе простим смертним (яп. 人間宣言 — нінґен сенґен, «декларація людяності»).
Відповідно до старої Імперської Конституції Японії (1889), Хірохіто, а також його попередники і наступники вважалися нащадками богів, а їхній титул звучав як «Повелитель Імперії». З ухваленням нової конституції 1946 року титул змінився на «конституційного монарха», а імператор перетворився на «громадянина Хірохіто». Одразу ж після зречення божественності імператор попрохав дозволу окупаційної влади на паломництво до святилища Ісе — місця поклоніння богині Аматерасу Омікамі. Одні бачили в цьому вчинку Хірохіто намагання повернути собі «імідж бога», інші ж трактували це як висловлення особистих релігійних переконань імператора.
Хірохіто перетворився на «пересічного» монарха Західного зразка, останнього живого імператора без імперії. Решту свого життя він присвятив виконанню обов'язків «символу нації» і «голови держави», які поклала на нього нова конституція. Серед них — організація публічних бенкетів, презентацій, прийом іноземних гостей та представлення Японії за кордоном. Хірохіто продовжував правити, але не керувати. Він доклав чимало зусиль для демократизації Японії та відновлення іміджу його країни у світі.
Імператор був дуже добре обізнаний у морській біології. Його резиденція в Токіо містила біологічну лабораторію, в якій він здійснював дослідження. 1948 року зустрічався з відомим біологом, «батьком японської біології» — Томірато Макіно, який прочитав імператору лекцію.

## Смерть
22 вересня 1987 року Хірохіто переніс операцію на підшлунковій залозі. Лікарі виявили в нього рак її. Здавалось, імператор після операції одужував, але 19 вересня 1988 року йому знову стало зле.
7 січня 1989 року, о 6:33 ранку імператор Хірохіто помер. О 7:55 Агенція імператорського двору сповістила націю про його смерть. 13 січня покійний отримав посмертне ім'я — імператор Сьова. 24 січня відбувся похорон, який провели по-світському, без сінтоїстської відправи. Прах Хірохіто було вміщено до імператорського мавзолею в храмі Хатіодзі, у Токіо, поруч з імператорами-попередниками.

## Спадщина

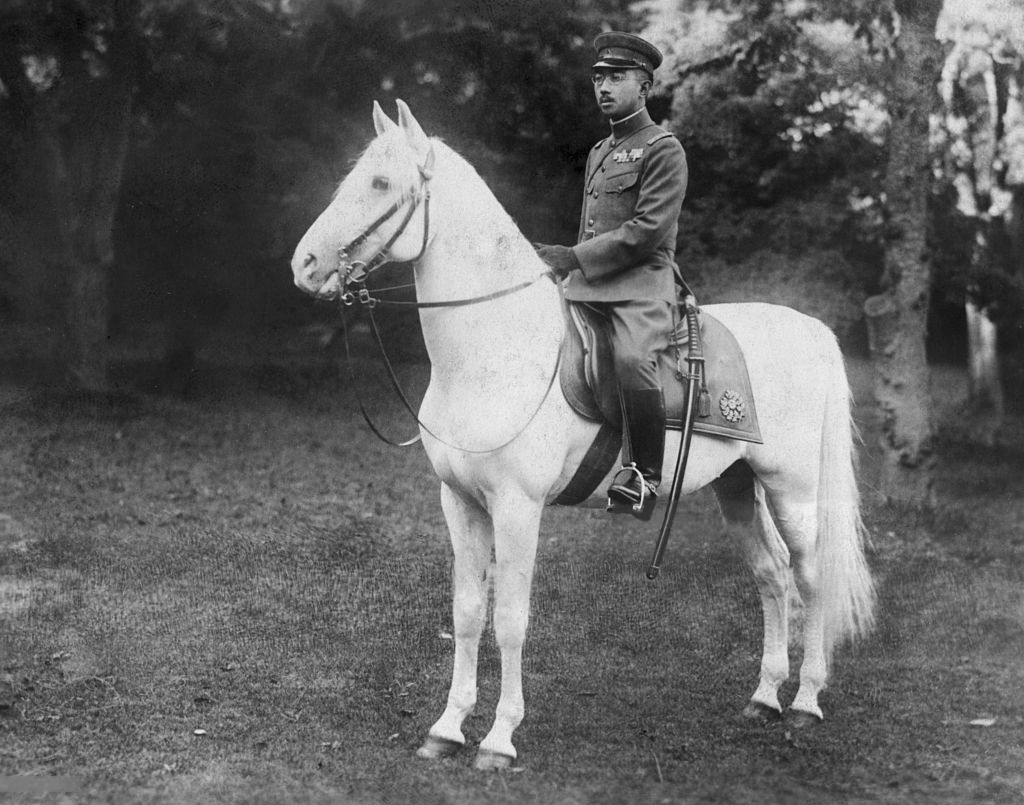
Імператор Сьова на білосніжному коні Сіраюкі

### Відповідальність Хірохіто за військові злочини
Уряди й частина населення КНР, Тайваню, Північної та Південної Кореї, а також деяких країн Південно-Східної Азії вважають Хірохіто одним із відповідальних за розв'язування Другої світової війни та її жертви. Основна причина — ненависть до імператорської родини Японії через військові дії японців у Азійсько-тихоокеанському регіоні.
Центральним питанням, пов'язаним з особистою відповідальністю Хірохіто є те, наскільки він міг впливати на японські військові кола під час війни. Офіційна позиція імператорського двору Японії та американської окупаційної (а наразі — вже союзної) влади є такою, що Хірохіто був безсилою політичною фігурою, дії якої було регламентовано протоколом. Відповідно, він залишався поза обговоренням і редагуванням урядових рішень. Проте деякі сучасні японські й західні дослідники (Акіра Фудзівара. «Сьова тенно но дзюгонен сенсо (15-річна війна імператора Сьова)», 1991; Петер Ветцлер «англ. Hirohito and war (Хірохіто і війна)», 1998 та ін.) дотримуються інших поглядів і вказують на те, що імператор міг впливати (і впливав) на процес ухвалення рішень і зовсім не був пацифістом, яким його зображують у післявоєнній Японії.
Мемуари генерала Суґіяма, щоденники Кідо і Коное та інші першоджерела детально висвітлюють приватні засідання й наради Хірохіто з членами уряду. Вони засвідчують, що імператор був добре поінформований стосовно всіх військових операцій і давав вказівки генштабу продовжувати ті чи інші військові дії або ж змінювати їх.

## Генеалогічне дерево
| (122) Мейдзі | (122) Мейдзі | (122) Мейдзі | (122) Мейдзі | (122) Мейдзі | (122) Мейдзі |  |  | (123) Тайсьо | (123) Тайсьо | (123) Тайсьо | (123) Тайсьо | (123) Тайсьо | (123) Тайсьо |  |  | (124) Сьова | (124) Сьова | (124) Сьова | (124) Сьова | (124) Сьова | (124) Сьова |  |  | (125) Акіхіто | (125) Акіхіто | (125) Акіхіто | (125) Акіхіто | (125) Акіхіто | (125) Акіхіто |  |  | (126) Нарухіто | (126) Нарухіто | (126) Нарухіто | (126) Нарухіто | (126) Нарухіто | (126) Нарухіто |  |  |          |          |          |          |          |          |  |  |
| (122) Мейдзі | (122) Мейдзі | (122) Мейдзі | (122) Мейдзі | (122) Мейдзі | (122) Мейдзі |  |  | (123) Тайсьо | (123) Тайсьо | (123) Тайсьо | (123) Тайсьо | (123) Тайсьо | (123) Тайсьо |  |  | (124) Сьова | (124) Сьова | (124) Сьова | (124) Сьова | (124) Сьова | (124) Сьова |  |  | (125) Акіхіто | (125) Акіхіто | (125) Акіхіто | (125) Акіхіто | (125) Акіхіто | (125) Акіхіто |  |  | (126) Нарухіто | (126) Нарухіто | (126) Нарухіто | (126) Нарухіто | (126) Нарухіто | (126) Нарухіто |  |  |          |          |          |          |          |          |  |  |
|              |              |              |              |              |              |  |  |              |              |              |              |              |              |  |  |             |             |             |             |             |             |  |  |               |               |               |               |               |               |  |  |                |                |                |                |                |                |  |  |          |          |          |          |          |          |  |  |
|              |              |              |              |              |              |  |  |              |              |              |              |              |              |  |  | Ясухіто     | Ясухіто     | Ясухіто     | Ясухіто     | Ясухіто     | Ясухіто     |  |  | Масахіто      | Масахіто      | Масахіто      | Масахіто      | Масахіто      | Масахіто      |  |  | Фуміхіто       | Фуміхіто       | Фуміхіто       | Фуміхіто       | Фуміхіто       | Фуміхіто       |  |  | Хісахіто | Хісахіто | Хісахіто | Хісахіто | Хісахіто | Хісахіто |  |  |
|              |              |              |              |              |              |  |  |              |              |              |              |              |              |  |  | Ясухіто     | Ясухіто     | Ясухіто     | Ясухіто     | Ясухіто     | Ясухіто     |  |  | Масахіто      | Масахіто      | Масахіто      | Масахіто      | Масахіто      | Масахіто      |  |  | Фуміхіто       | Фуміхіто       | Фуміхіто       | Фуміхіто       | Фуміхіто       | Фуміхіто       |  |  | Хісахіто | Хісахіто | Хісахіто | Хісахіто | Хісахіто | Хісахіто |  |  |
|              |              |              |              |              |              |  |  |              |              |              |              |              |              |  |  |             |             |             |             |             |             |  |  |               |               |               |               |               |               |  |  |                |                |                |                |                |                |  |  |          |          |          |          |          |          |  |  |
|              |              |              |              |              |              |  |  |              |              |              |              |              |              |  |  | Нобухіто    | Нобухіто    | Нобухіто    | Нобухіто    | Нобухіто    | Нобухіто    |  |  | Томохіто      | Томохіто      | Томохіто      | Томохіто      | Томохіто      | Томохіто      |  |  |                |                |                |                |                |                |  |  |          |          |          |          |          |          |  |  |
|              |              |              |              |              |              |  |  |              |              |              |              |              |              |  |  | Нобухіто    | Нобухіто    | Нобухіто    | Нобухіто    | Нобухіто    | Нобухіто    |  |  | Томохіто      | Томохіто      | Томохіто      | Томохіто      | Томохіто      | Томохіто      |  |  |                |                |                |                |                |                |  |  |          |          |          |          |          |          |  |  |
|              |              |              |              |              |              |  |  |              |              |              |              |              |              |  |  |             |             |             |             |             |             |  |  |               |               |               |               |               |               |  |  |                |                |                |                |                |                |  |  |          |          |          |          |          |          |  |  |
|              |              |              |              |              |              |  |  |              |              |              |              |              |              |  |  | Такахіто    | Такахіто    | Такахіто    | Такахіто    | Такахіто    | Такахіто    |  |  | Йосіхіто      | Йосіхіто      | Йосіхіто      | Йосіхіто      | Йосіхіто      | Йосіхіто      |  |  |                |                |                |                |                |                |  |  |          |          |          |          |          |          |  |  |
|              |              |              |              |              |              |  |  |              |              |              |              |              |              |  |  | Такахіто    | Такахіто    | Такахіто    | Такахіто    | Такахіто    | Такахіто    |  |  | Йосіхіто      | Йосіхіто      | Йосіхіто      | Йосіхіто      | Йосіхіто      | Йосіхіто      |  |  |                |                |                |                |                |                |  |  |          |          |          |          |          |          |  |  |
|              |              |              |              |              |              |  |  |              |              |              |              |              |              |  |  |             |             |             |             |             |             |  |  |               |               |               |               |               |               |  |  |                |                |                |                |                |                |  |  |          |          |          |          |          |          |  |  |
|              |              |              |              |              |              |  |  |              |              |              |              |              |              |  |  |             |             |             |             |             |             |  |  | Норіхіто      |               |               |               |               |               |  |  |                |                |                |                |                |                |  |  |          |          |          |          |          |          |  |  |
|              |              |              |              |              |              |  |  |              |              |              |              |              |              |  |  |             |             |             |             |             |             |  |  |               |               |               |               |               |               |  |  |                |                |                |                |                |                |  |  |          |          |          |          |          |          |  |  |

## Галерея

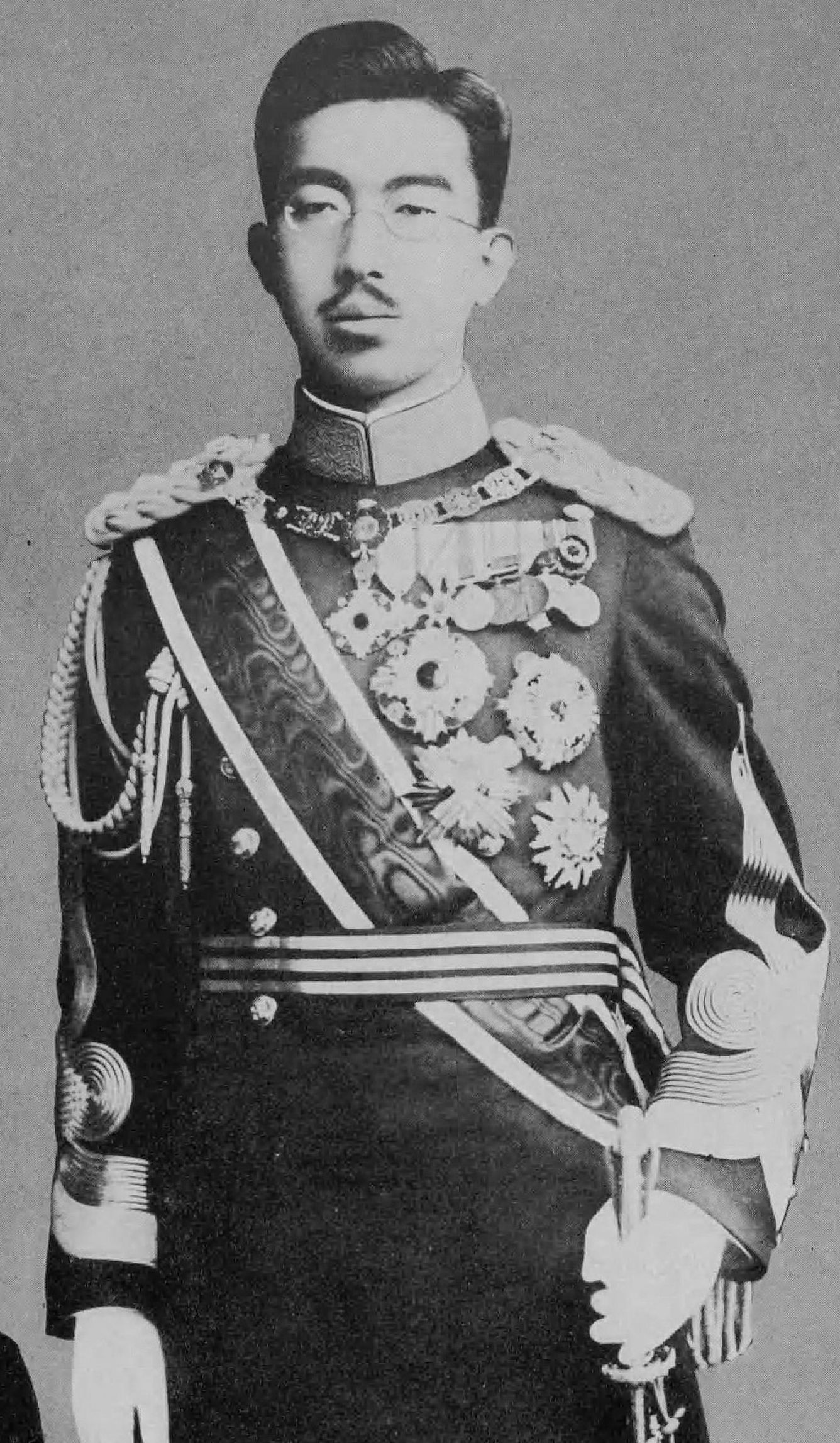
Імператор Хірохіто
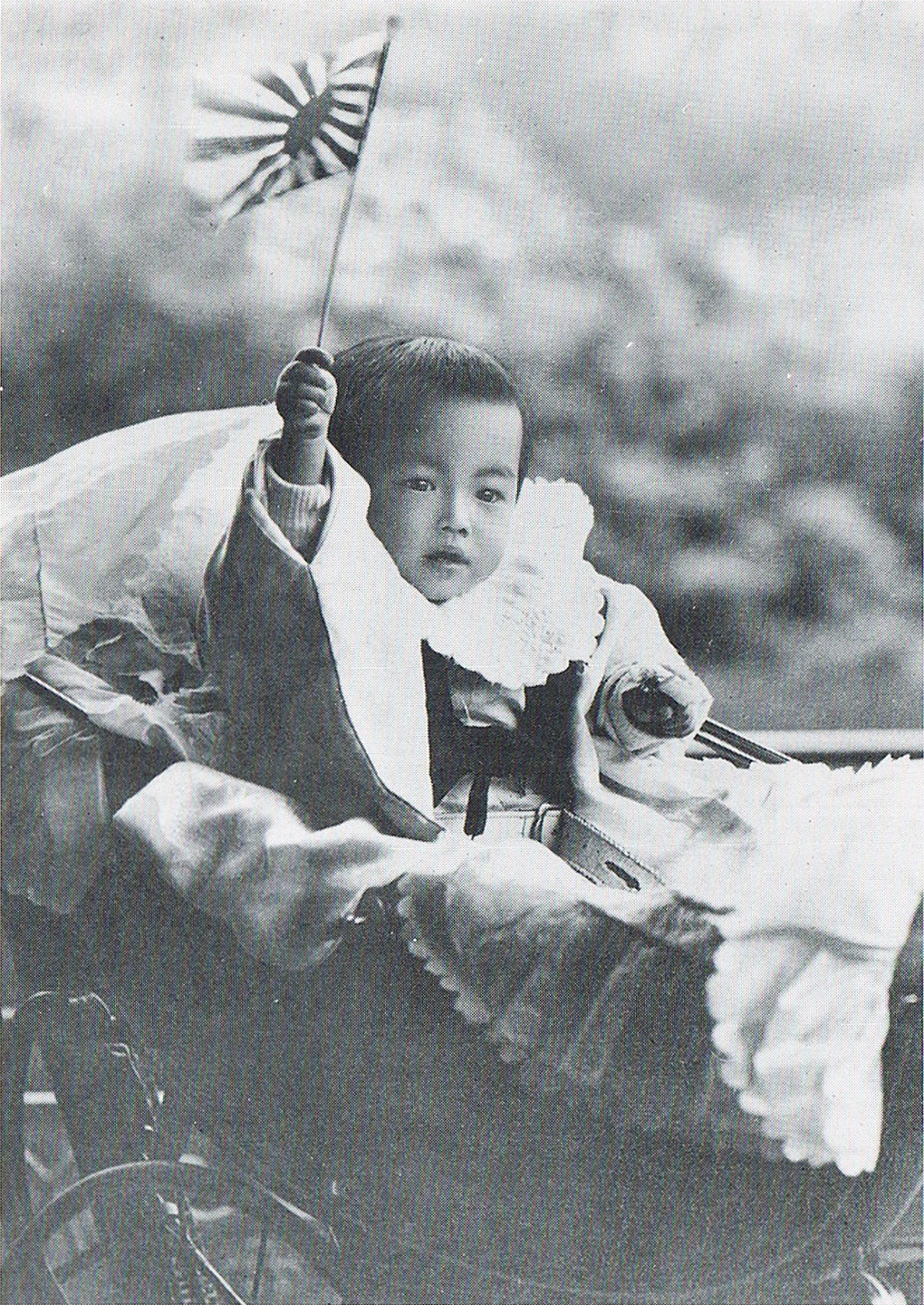
Хірохіто в 1902
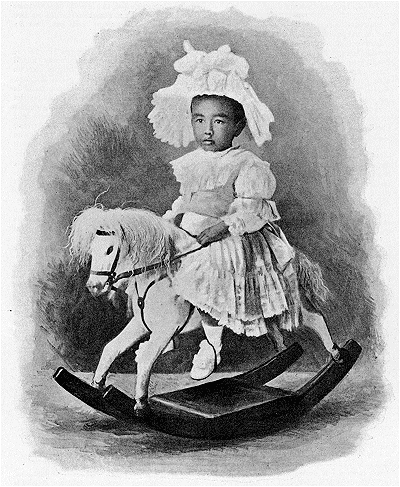
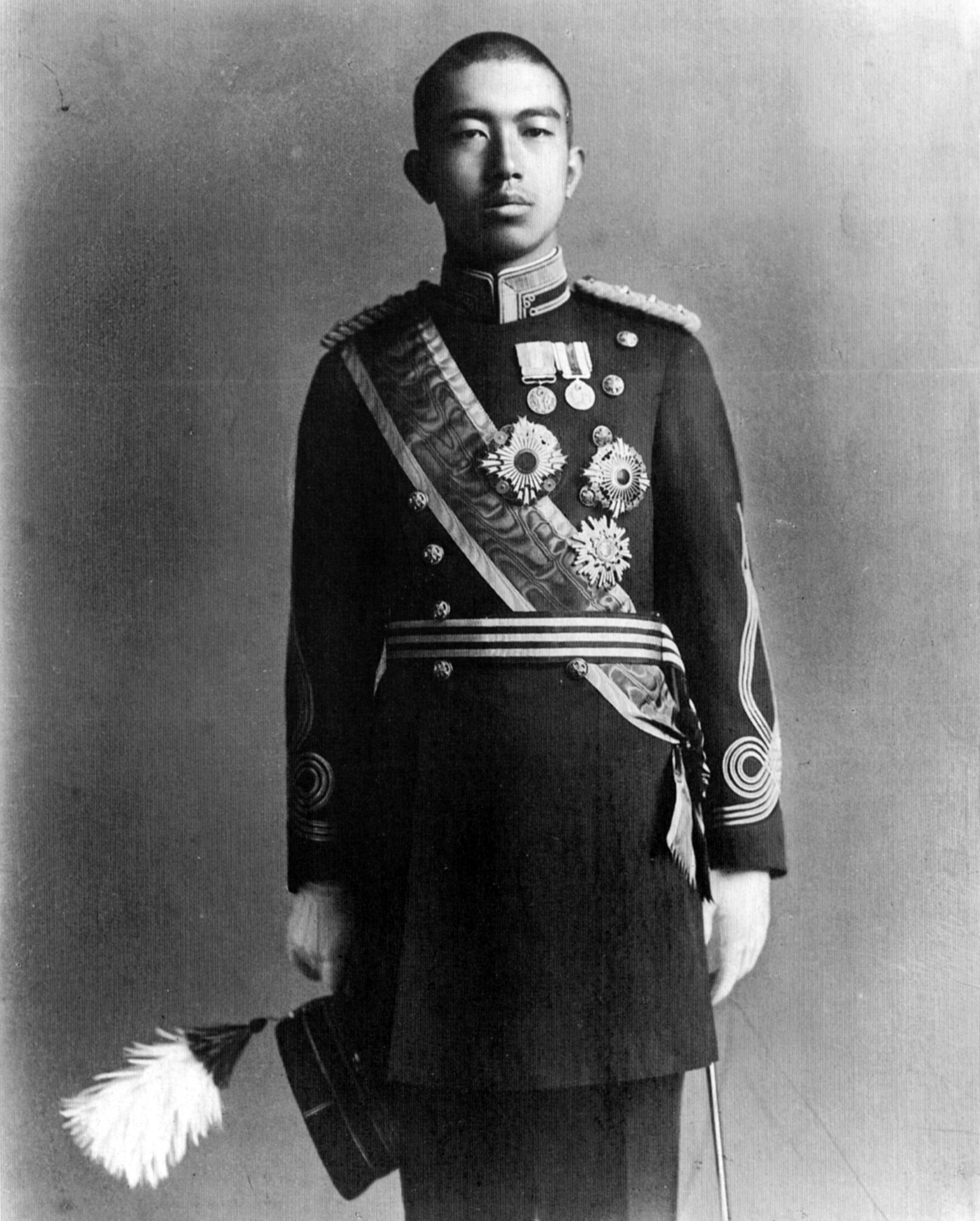
1919
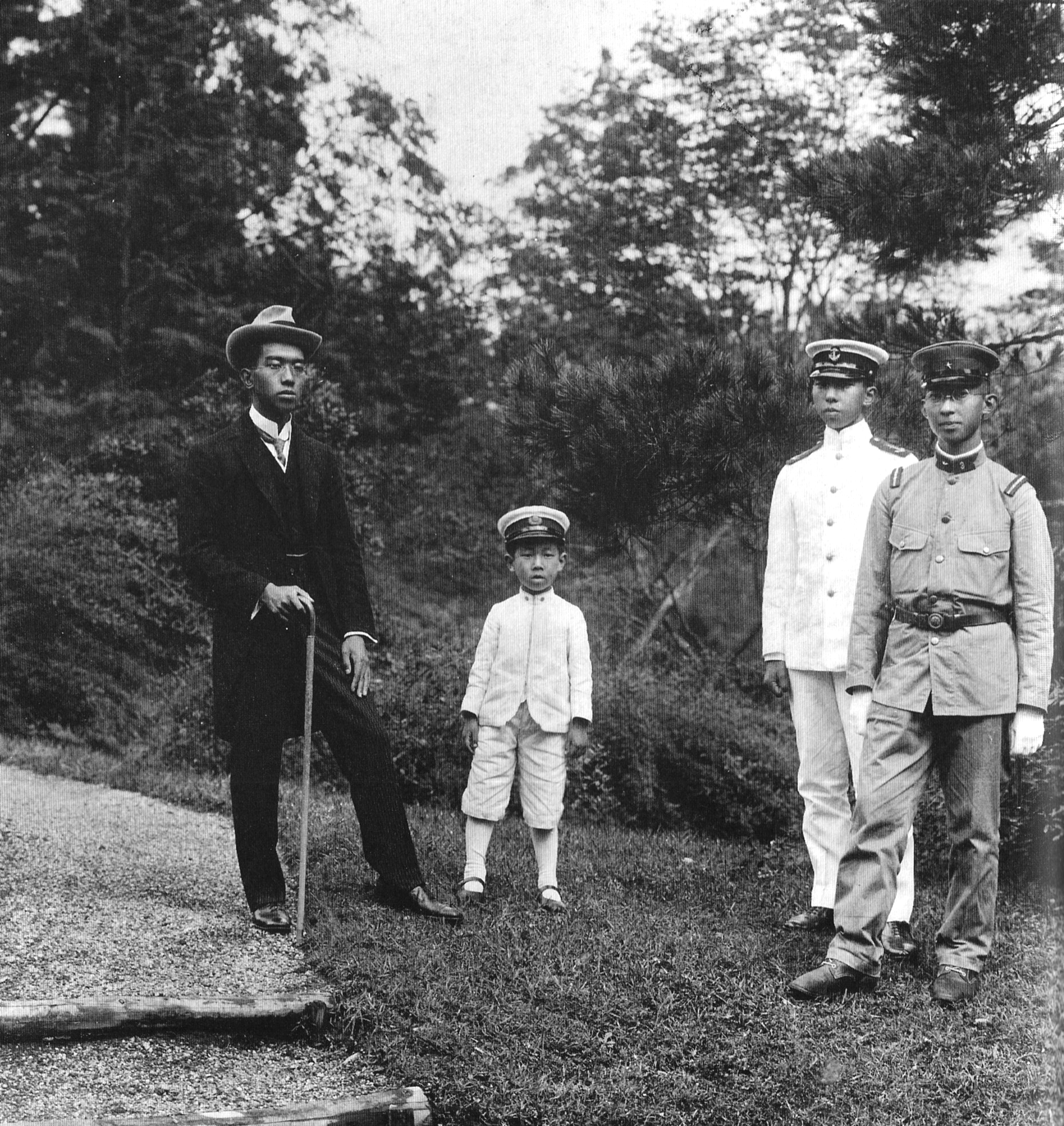
4 сини Імператора Тайсьо: Хірохіто, Такахіто, Нобухіто та Ясухіто, 1921
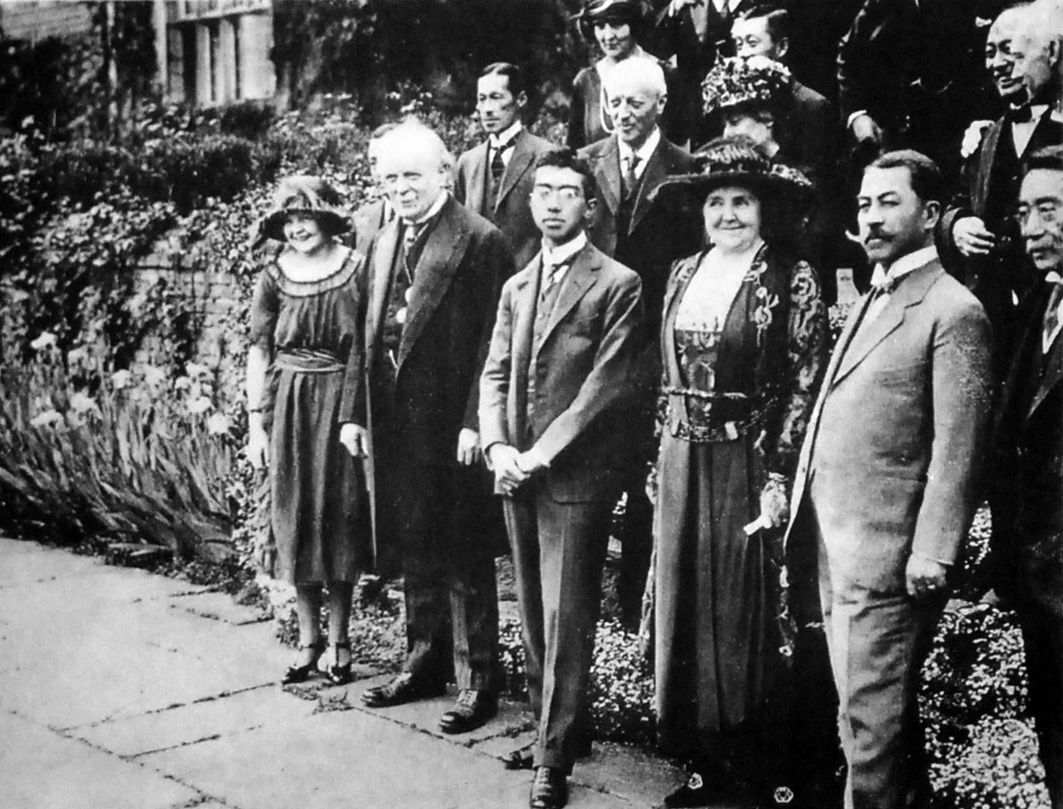
Принц Хірохіто та британський прем'єр Ллойд Джордж, 1921
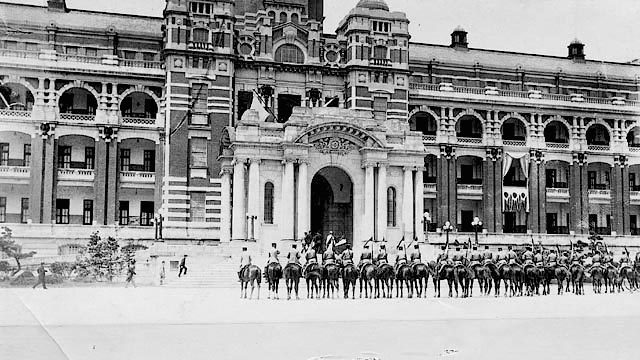
Кронпринц Хірохіто відвідує Тайпей, Тайвань, квітень 1923
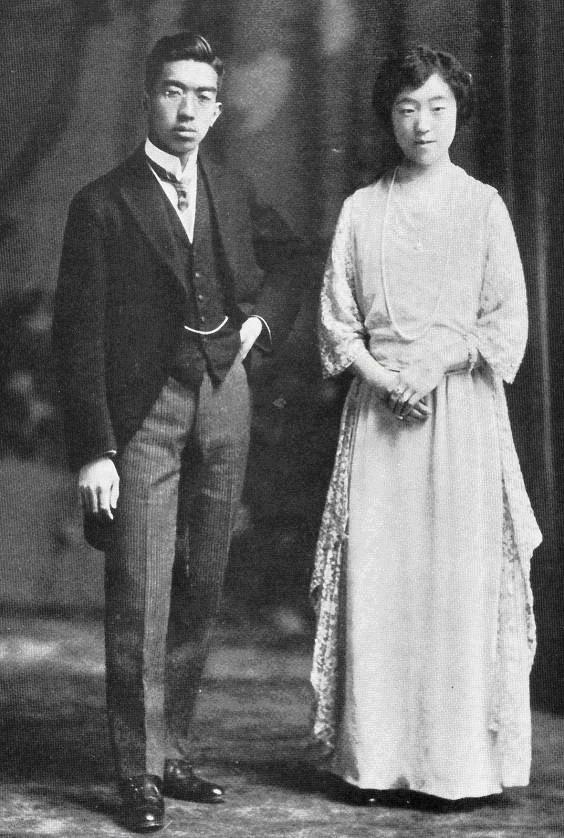
Принц Хірохіто та його дружина — принцеса Наґако, 1924
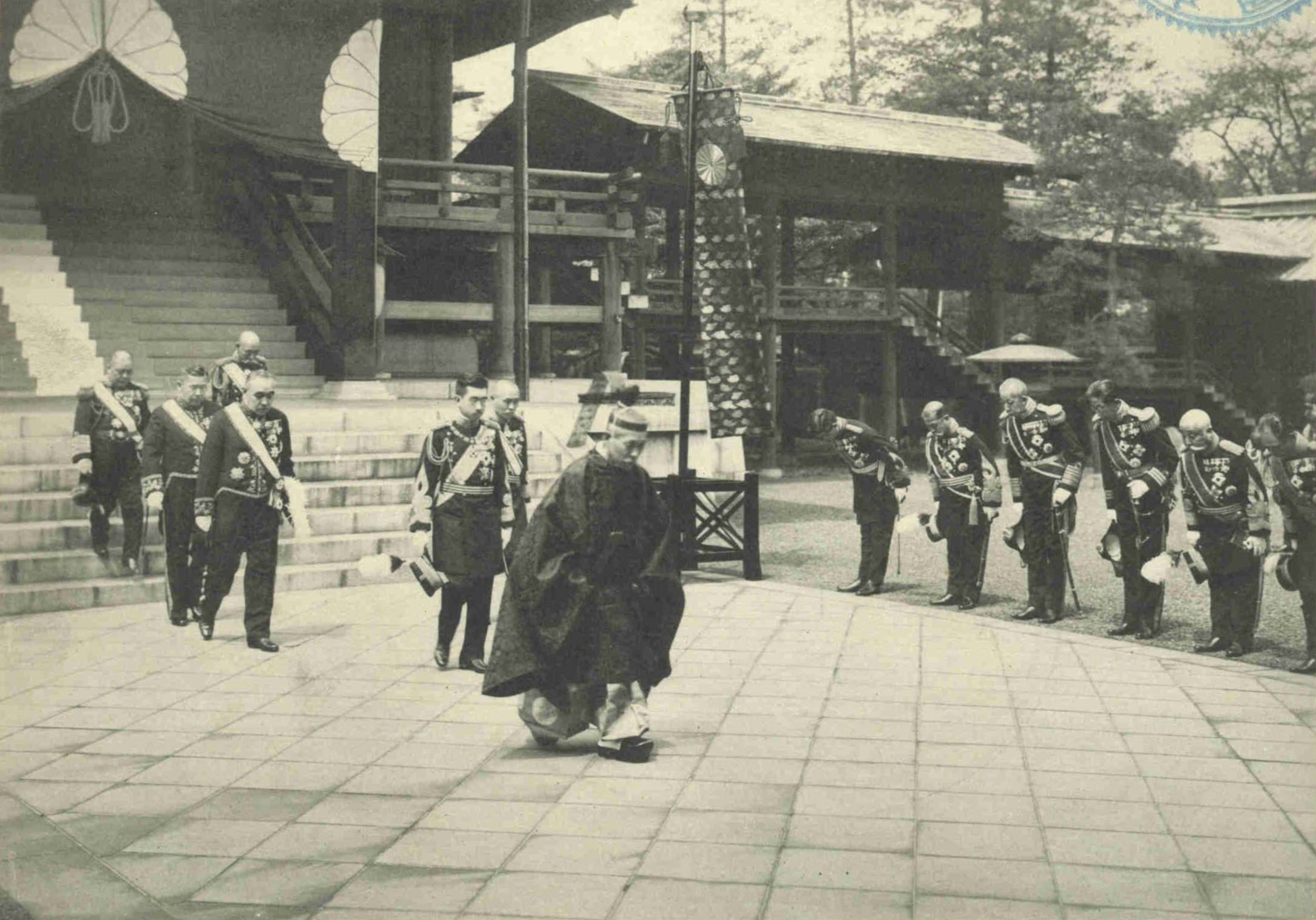
Хірохіто відвідує храм Ясукуні, 1934
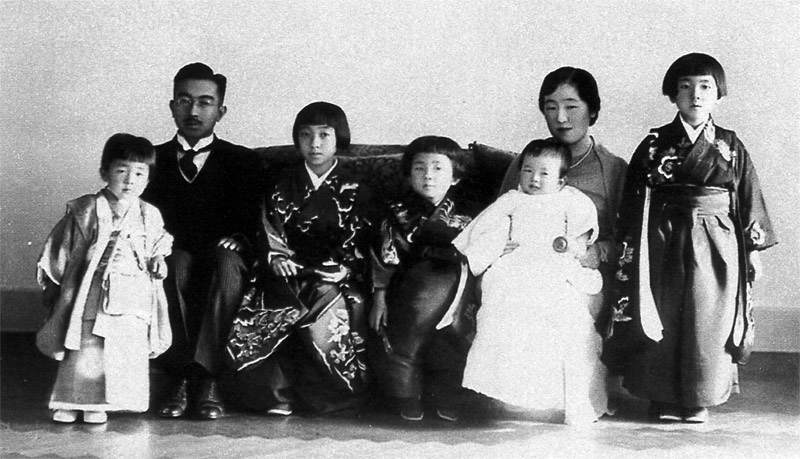
Родина, 1936
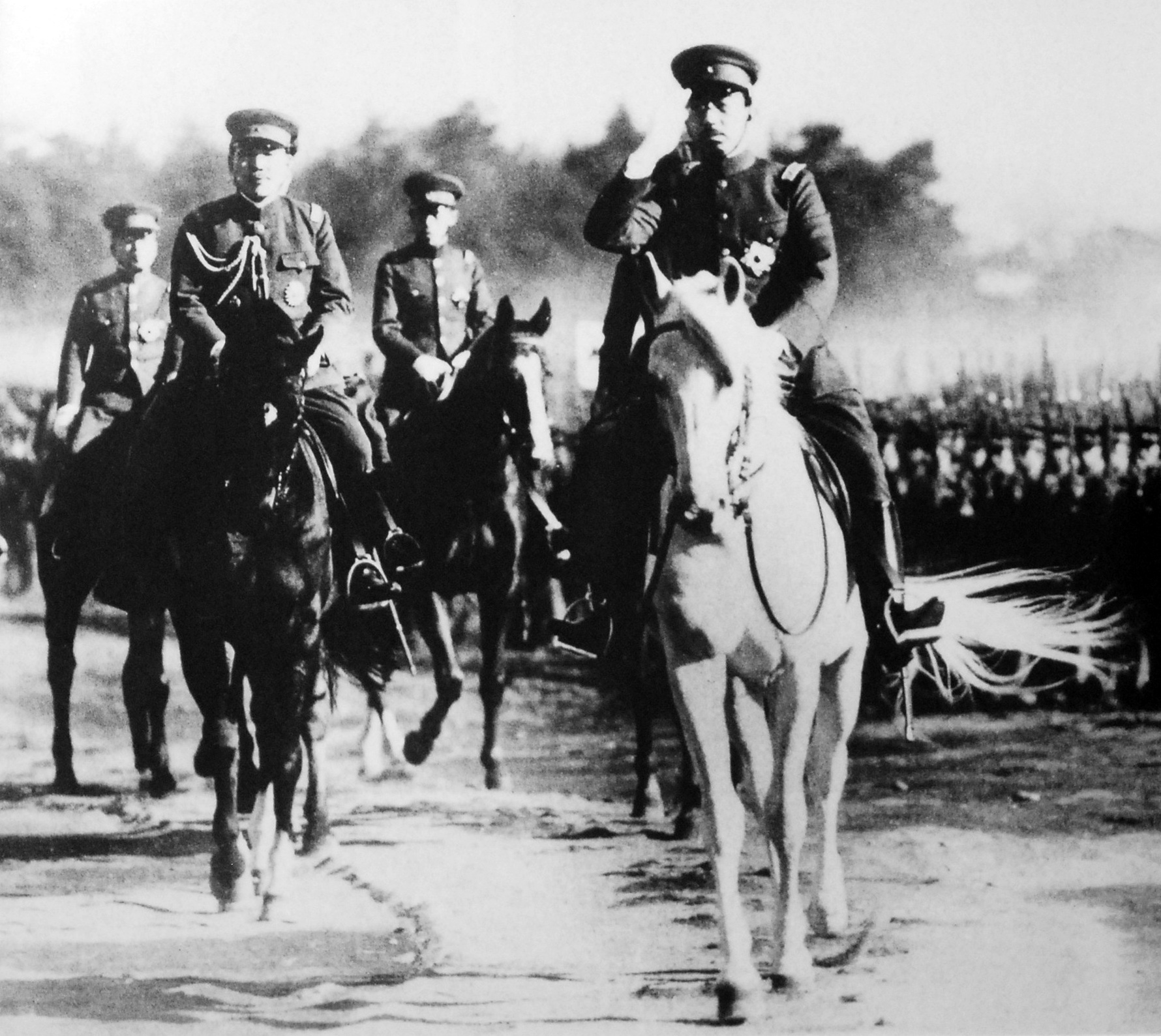
Імператор Хірохіто на коні Сіраюкі, інспекція армії, серпень 1938
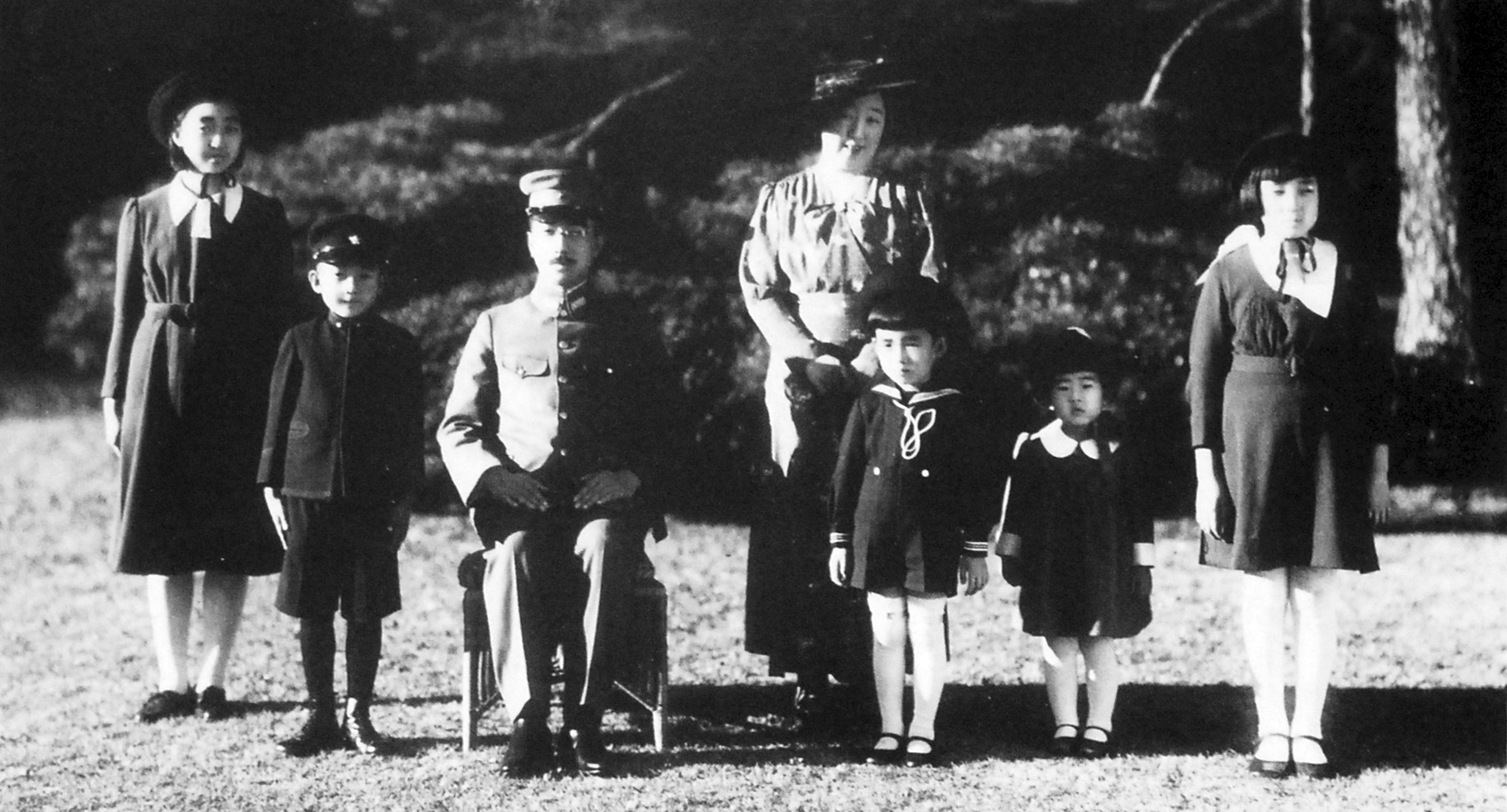
1941
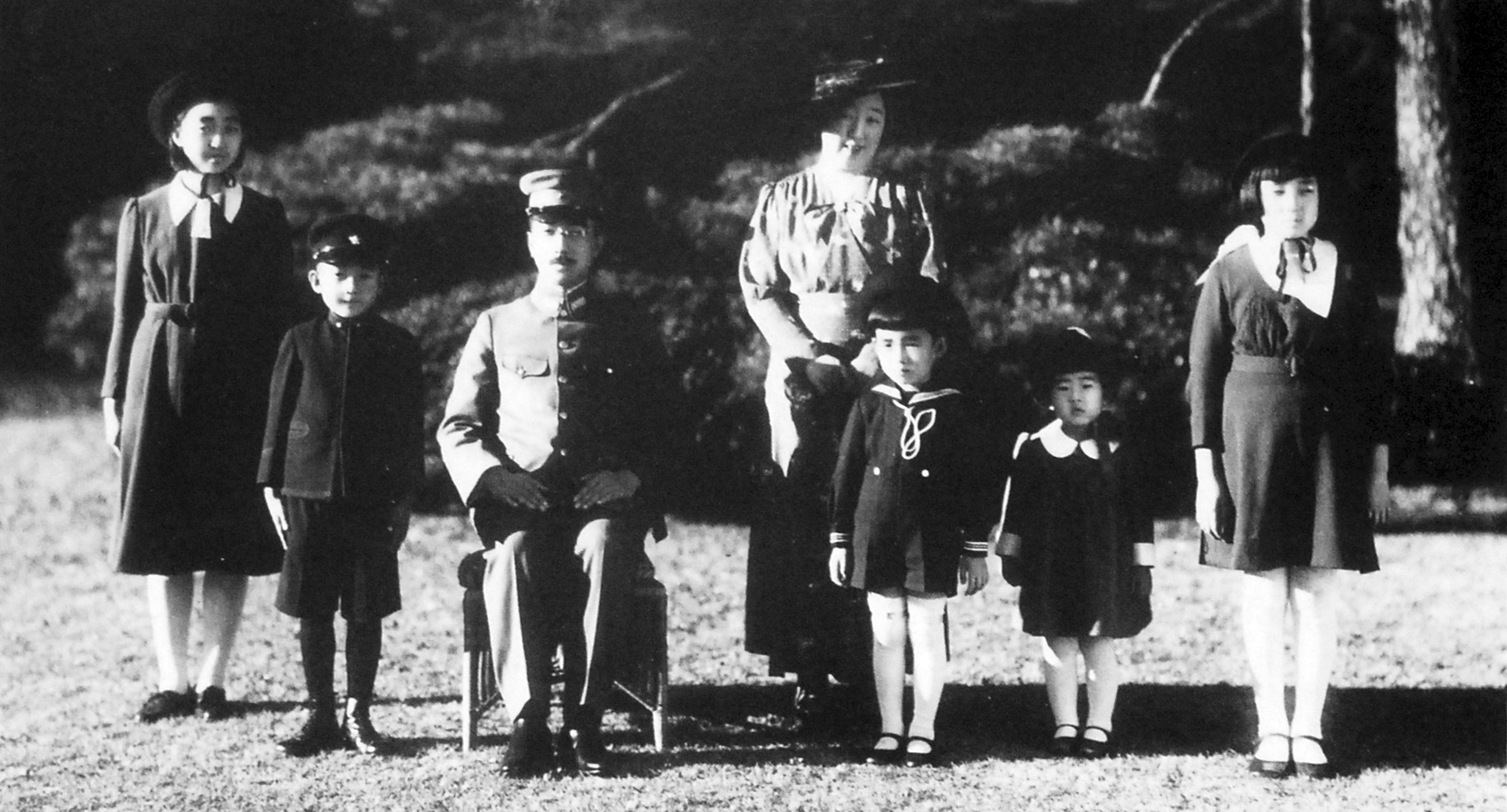
Імператор і його дружина імператриця Кодзюн та їхні діти, 1941
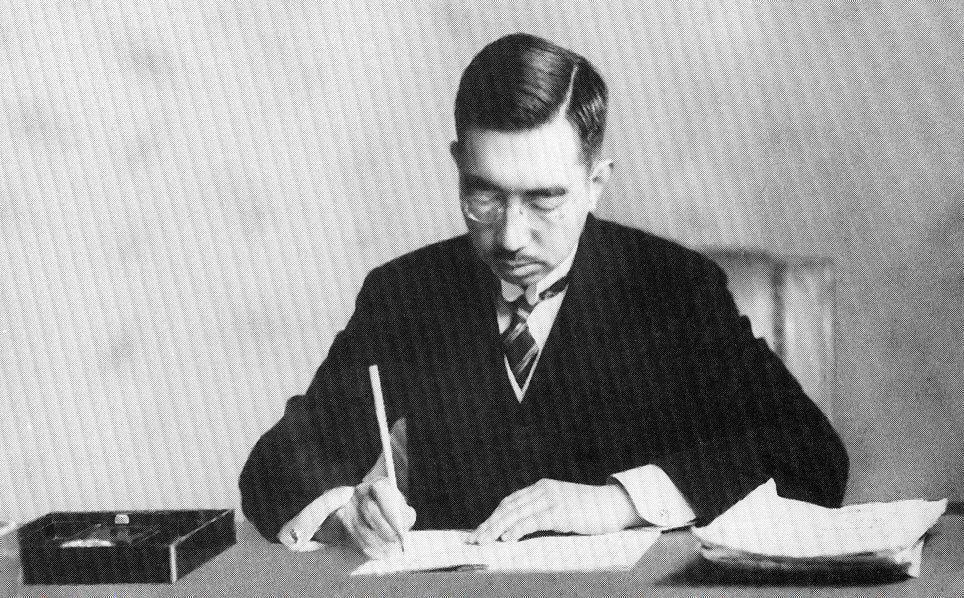
1946
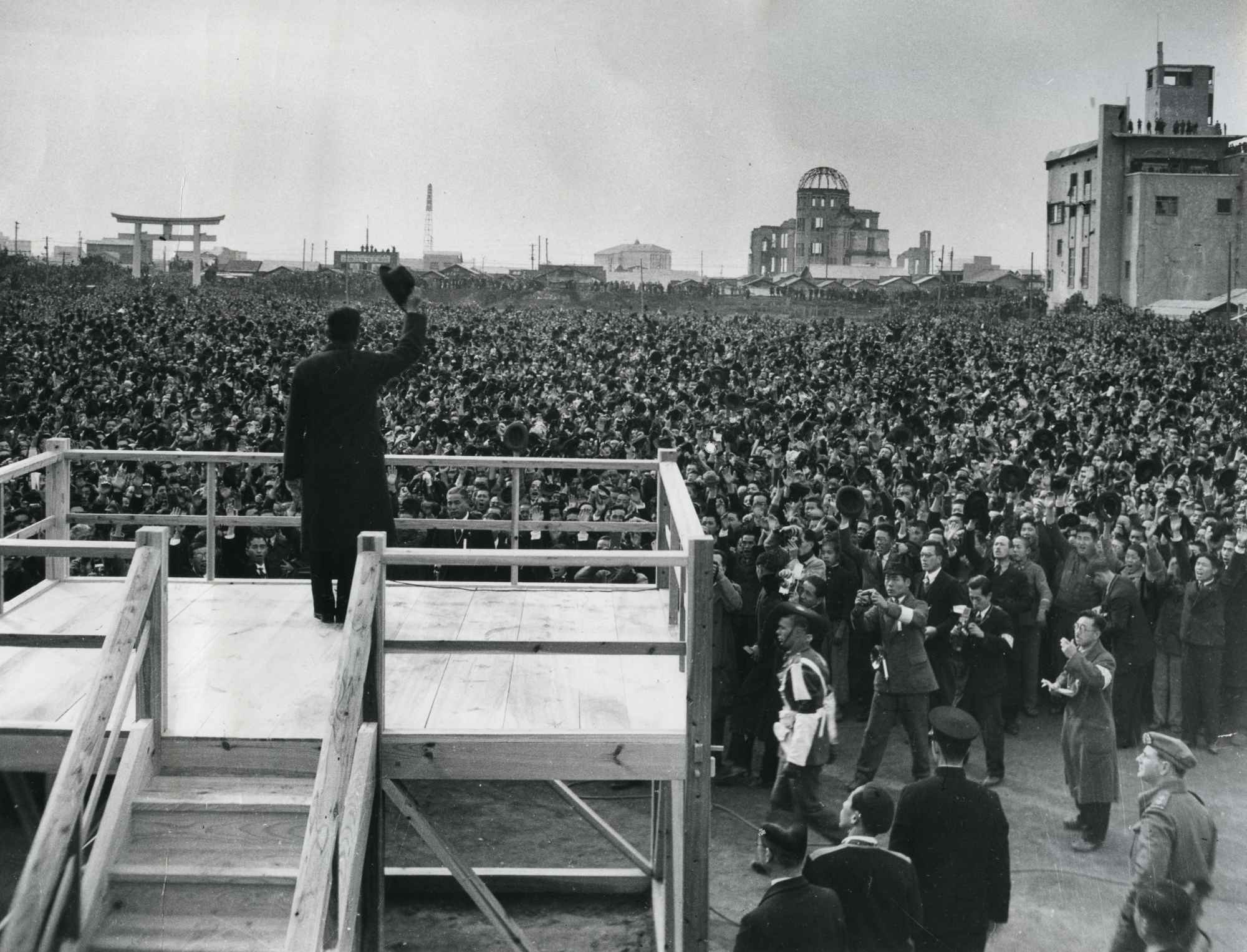
Хірохіто відвідує Хіросіму, 1947
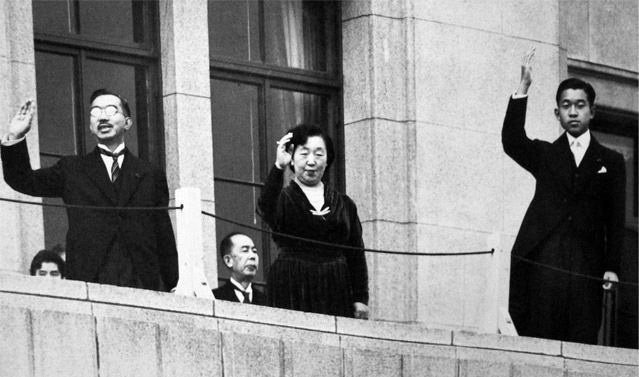
1952
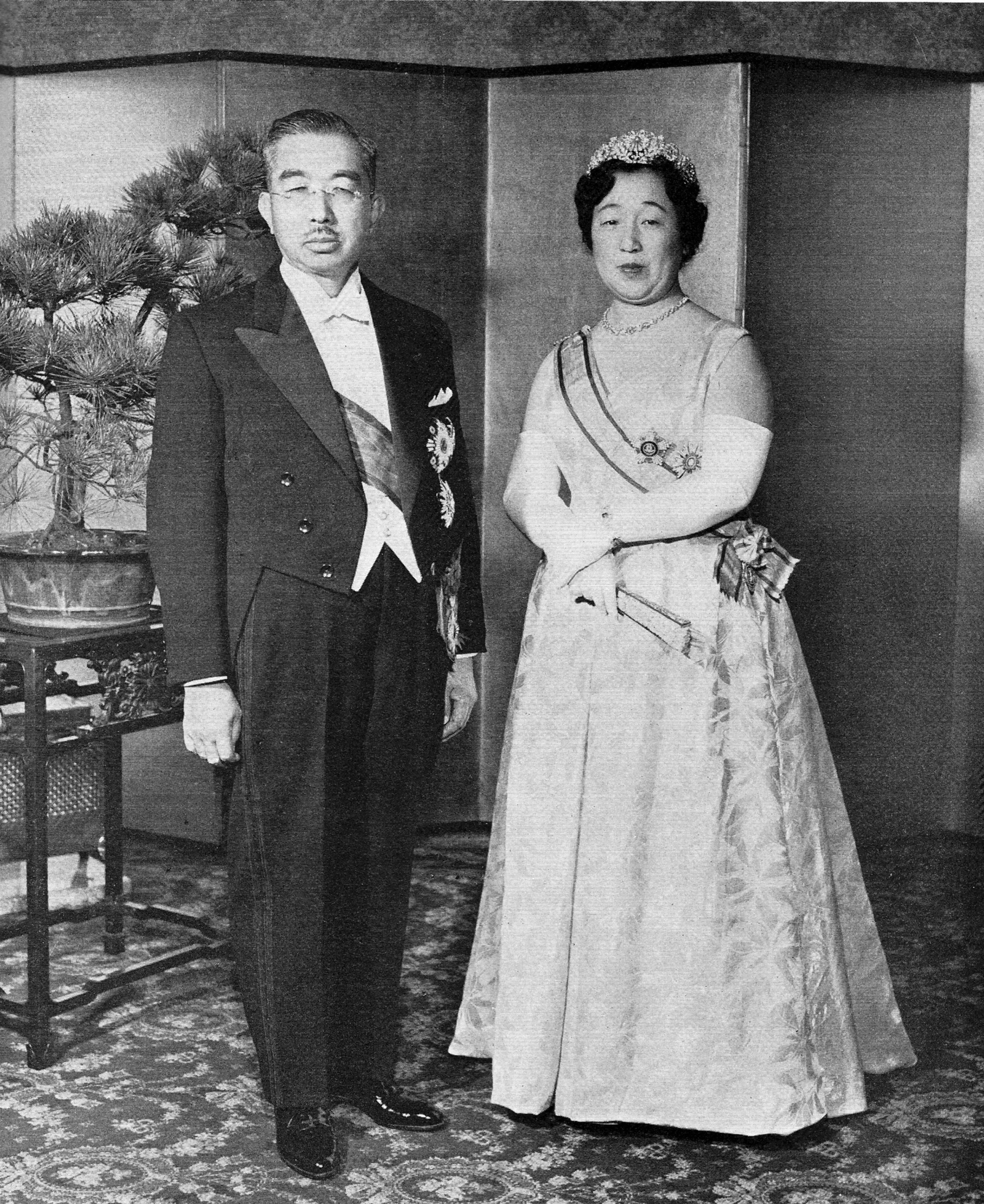
1956
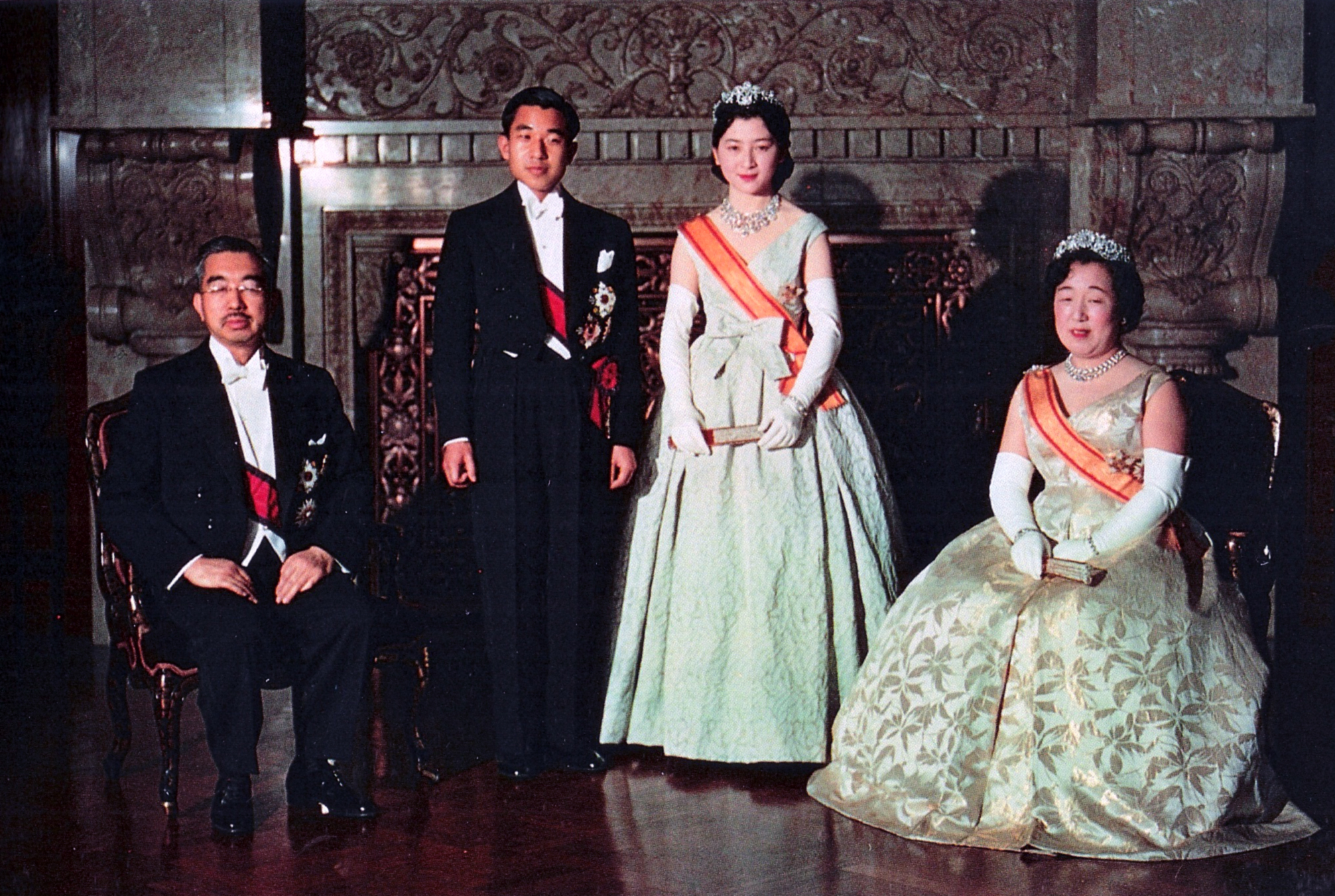
Весілля, 1959
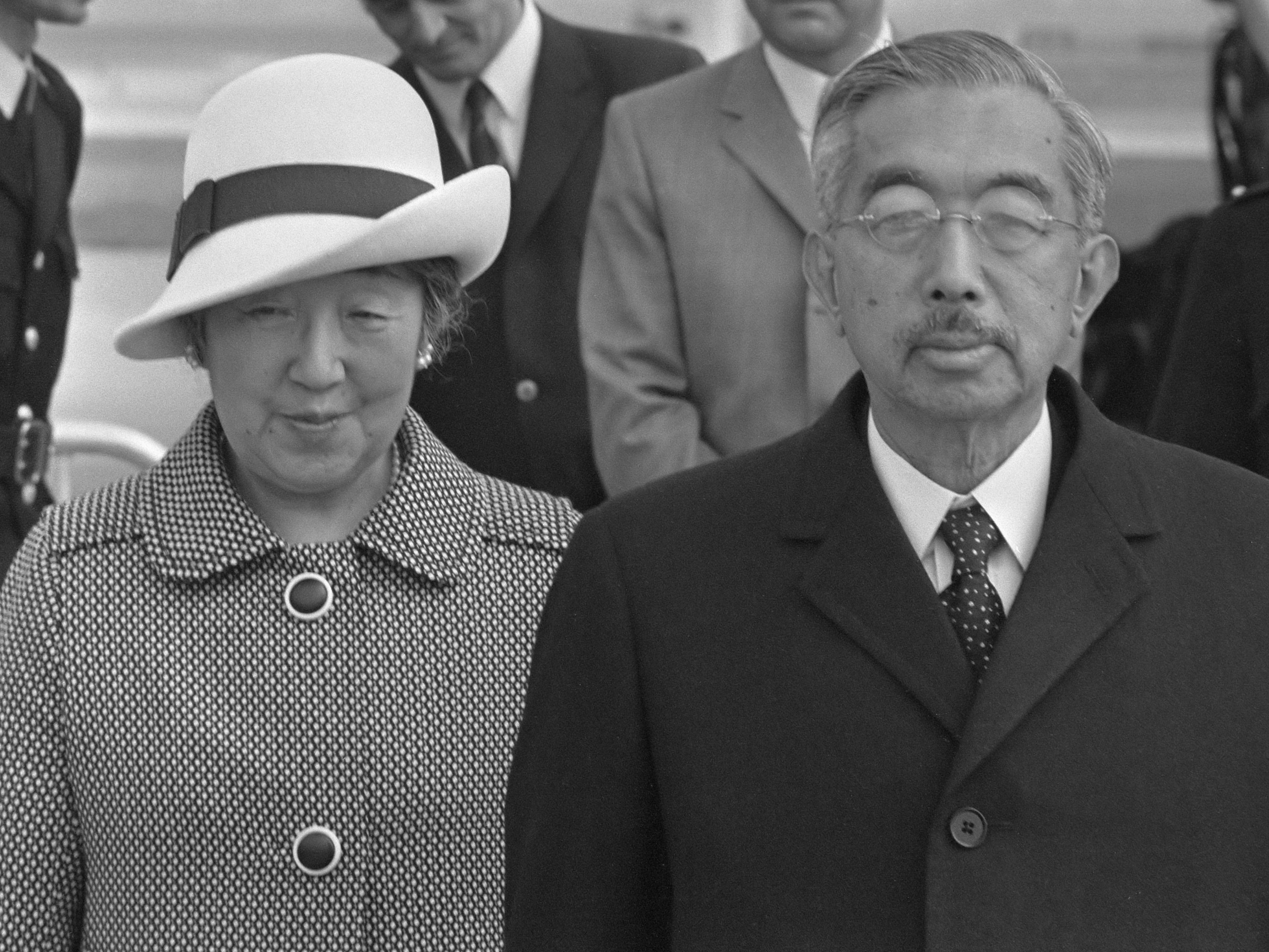
Імператор та імператриця в Нідерландах, 1971
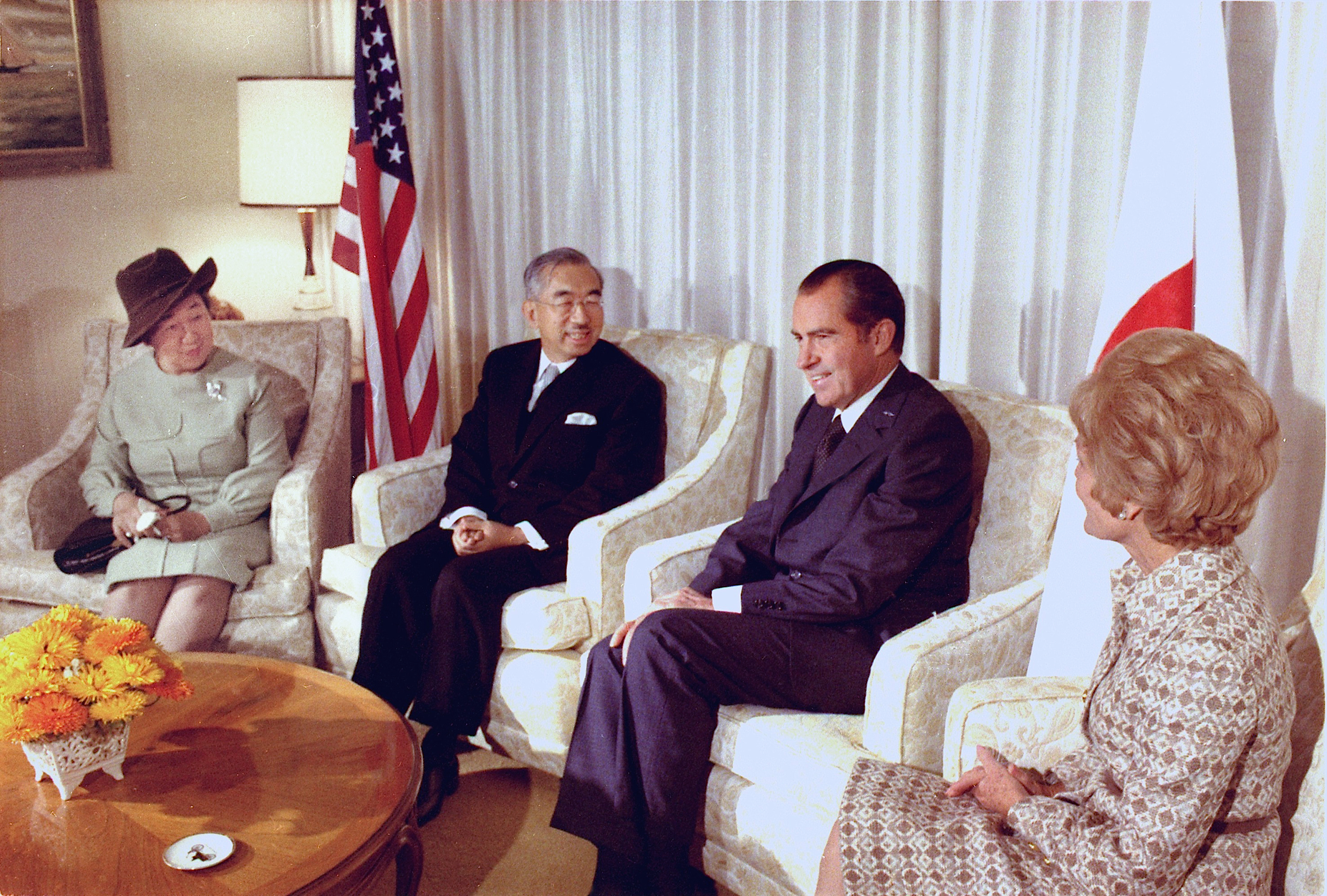
З Річардом Ніксоном, 1971
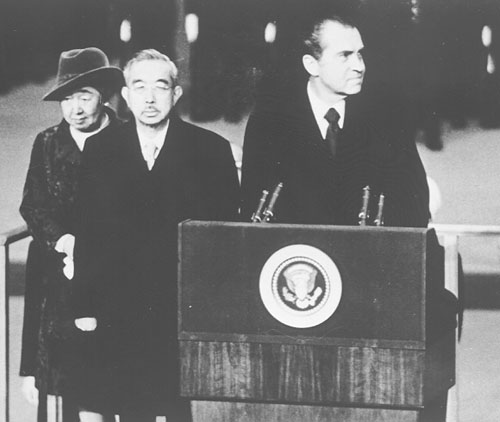
З Річардом Ніксоном, Аляска, вересень 1971
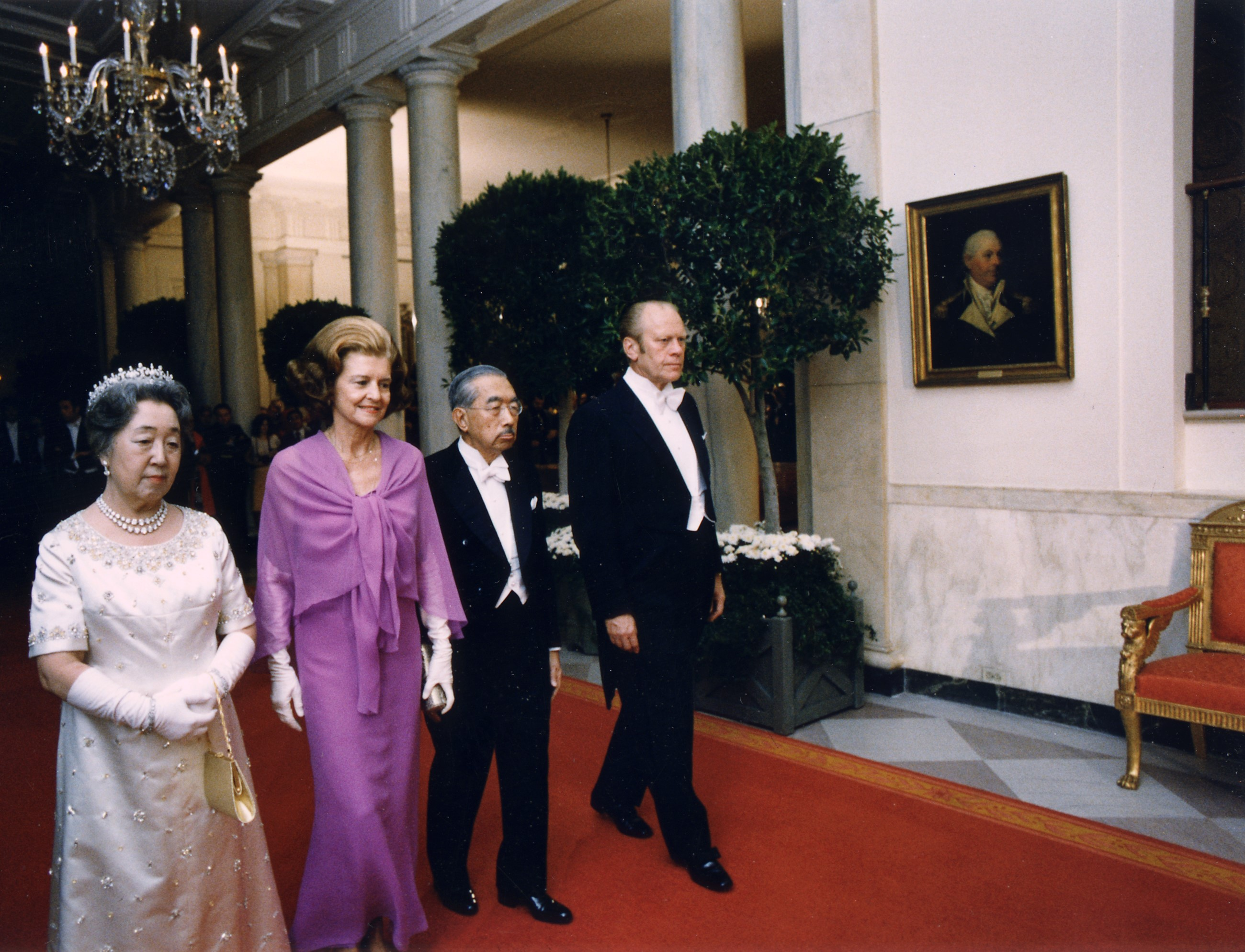
Імператриця, Перша Леді Бетті Форд, імператор й американський президент Джеральд Форд у Білому домі перед державним обідом на честь японського голови держави, 2 жовтня 1975
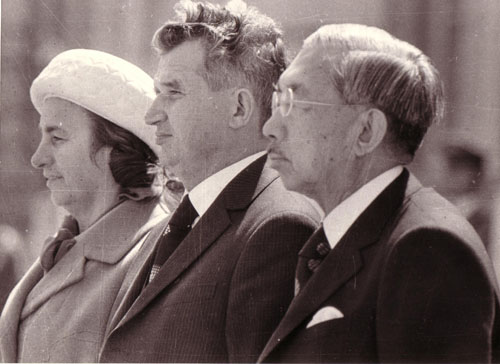
Імператор Японії Хірохіто та Президент СРР Ніколає Чаушеску зі своєю дружиною, 1975
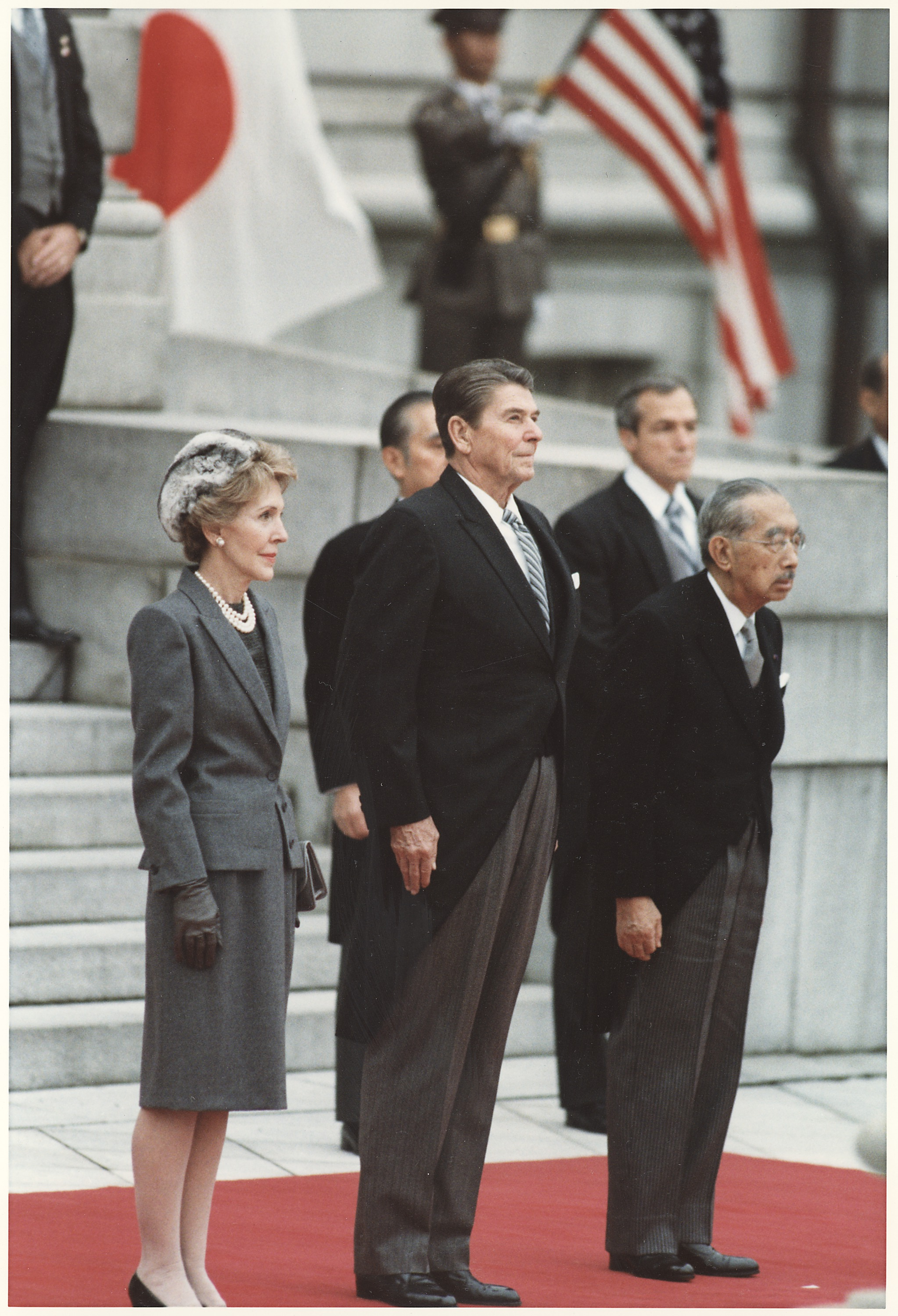
Президент США Рональд Рейган та Імператор Японії Хірохіто, 1983
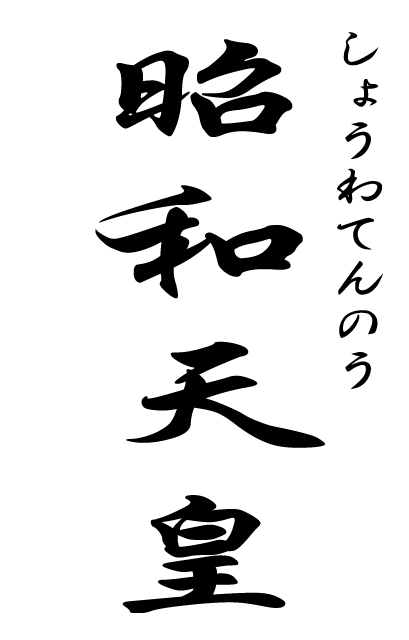
Каліграфічний напис імені
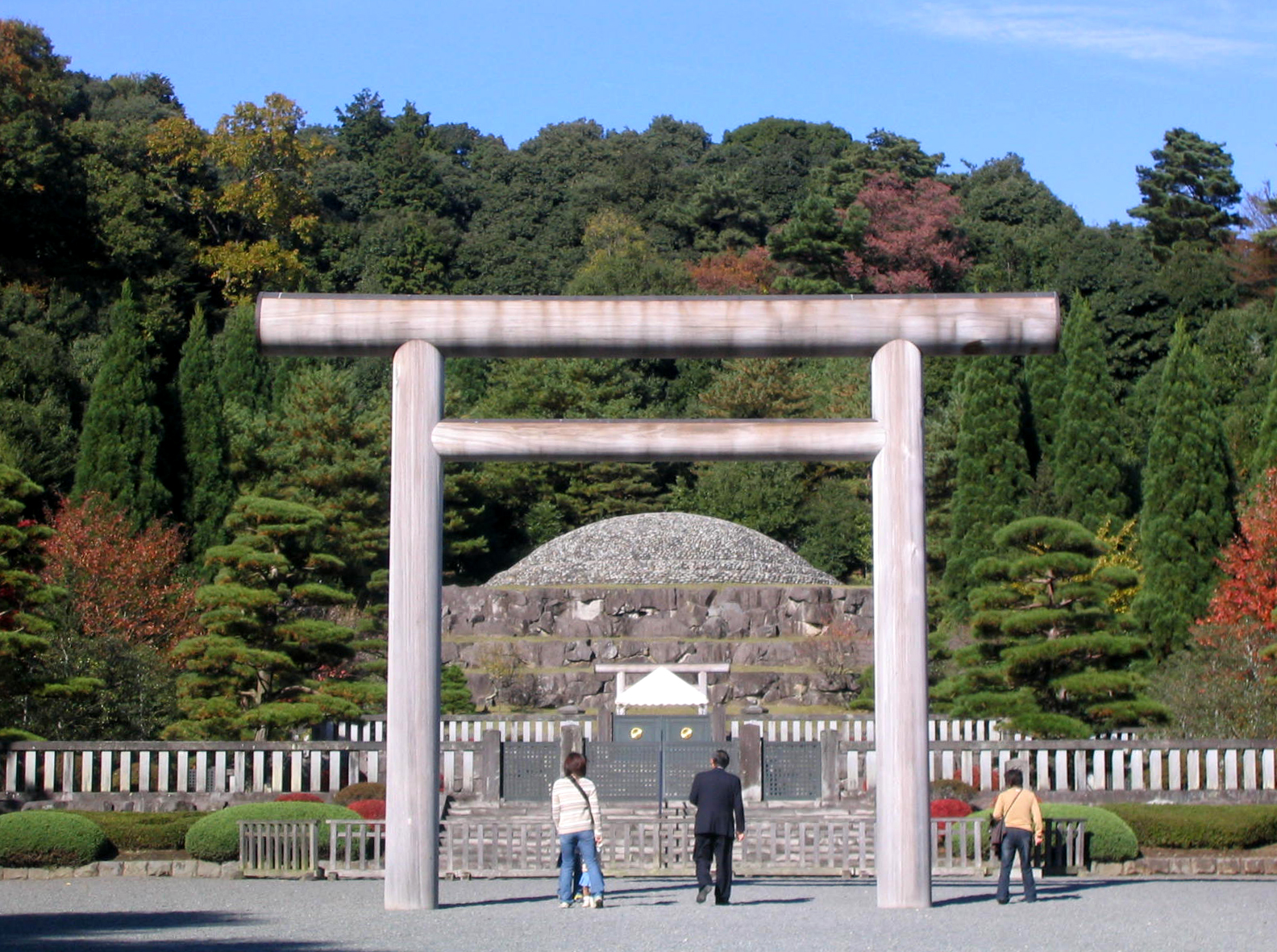
Могила у Токіо